# Iulia (Tochter Caesars)
Iulia (* zwischen 83 und 76 v. Chr.; † August oder September 54 v. Chr.) war die einzige Tochter Gaius Iulius Caesars und seiner ersten Frau Cornelia.

## Leben
Nach dem Tod ihrer Mutter 69/68 v. Chr. wurde Iulia von der Mutter Caesars, Aurelia, großgezogen. Sie wurde Anfang 59 v. Chr. mit einem Quintus Servilius Caepio verlobt (der möglicherweise mit dem späteren Verschwörer Marcus Iunius Brutus zu identifizieren ist), wurde aber überraschend von ihrem Vater nach der Auflösung dieser Verlobung im April 59 v. Chr. mit Gnaeus Pompeius Magnus verheiratet, der 23 Jahre älter war als sie. Die Ehe war ein politisches Zweckbündnis, um Caesar und Pompeius durch familiäre Bande enger aneinander zu binden und so insgesamt das Ende 60 v. Chr. geschlossene erste Triumvirat zu stärken. Dementsprechend kritisch sahen die Optimaten wie Cato der Jüngere und Cicero, die eine zu große Machtkonzentration fürchteten, diese Eheschließung (die Cicero etwa in einem Atemzug mit dem von Caesar als Konsul eingebrachten Ackergesetzen nennt). Die triumviratsfeindliche Historiographie behauptet polemisch, dass Iulia ihrem Verlobten förmlich aus den Armen gerissen worden sei, um mit Pompeius vermählt werden zu können, während Caepio durch die ihm angebotene Verheiratung mit einer Tochter des Pompeius besänftigt worden sei.
Trotz des großen Altersunterschiedes der Ehepartner und der rein politischen Motivation der Ehe versichern die Quellen, dass Iulia und Pompeius sehr glücklich miteinander verheiratet waren. Der Triumvir soll sogar aufgrund seines intensiven Zusammenlebens mit seiner jungen Frau sein politisches Engagement vernachlässigt haben. Vermutlich trug auch Iulias Sorge um ihren Gemahl dazu bei, dass sie so jung starb. Denn als es bei den Ädilwahlen im Sommer 55 v. Chr. zu einem Tumult kam und Pompeius’ Toga mit dem Blut von dabei Getöteten bespritzt wurde, wechselte er sein Gewand und ließ die blutbefleckte Toga nach Hause tragen. Aus deren Anblick schloss die schwangere Iulia in ihrer ersten Bestürzung irrtümlich auf Pompeius’ Ermordung, fiel in Ohnmacht und erlitt eine Fehlgeburt. Seitdem war ihre Gesundheit wohl zerrüttet. Im nächsten Jahr war sie wieder schwanger, starb aber im August oder September 54 v. Chr. im Wochenbett. Das Kind, das nach der Ansicht des Althistorikers Friedrich Münzer eher ein Mädchen als ein Junge war, starb nur wenige Tage später. Laut dem Philosophen Seneca erhielt Caesar die Todesnachricht, als er seinen zweiten Britannienfeldzug durchführte, war aber ob des Verlustes seines einzigen (ehelichen) Kindes äußerst gefasst.
Pompeius wollte die Asche seiner Gattin auf seinem albanischen Landgut beisetzen, aber das Volk, das um Iulia trauerte, setzte das Begräbnis ihrer Urne auf dem Marsfeld durch, auch gegen den Widerstand des amtierenden Konsuls Lucius Domitius Ahenobarbus, der dies laut Cassius Dio durch die Tribunen verhindern lassen wollte, weil diese Ehrenbezeugung einer Beisetzung an einem heiligen Platz eines ausdrücklichen Senatsbeschlusses bedurft hätte.
Iulias Tod ebnete den Weg für den Bürgerkrieg, da Pompeius’ familiäre Bindung an die Julier, insbesondere Caesar, damit erloschen war. Diesen Sachverhalt betonte schon die antike Überlieferung. Caesar hatte allerdings die Triumviratspolitik fortsetzen wollen, wie sein Angebot zeigt, dass nun seine Großnichte Octavia Minor die neue Gemahlin des Pompeius werden sollte, was dieser jedoch ablehnte.
Caesar richtete in Erfüllung seines Versprechens an das Volk zu Ehren seiner Tochter im Jahre 46 v. Chr. umfangreiche Leichenspiele einschließlich Gladiatorenkämpfen aus, wofür er eigens eine neue Arena im Forum Romanum errichten ließ. Das Datum der Leichenspiele wurde im September bewusst so gewählt, dass es mit den ludi Veneris Genetricis, den Feierlichkeiten zu Ehren der göttlichen Ahnmutter der Julier, Venus Genetrix, zusammenfiel. Octavian, der Erbe Caesars, wiederholte dieses Modell im Jahre 44 v. Chr., als er die ludi funebres für Caesar ausrichtete und dafür bewusst die ludi Veneris Genetricis vom September in den Monat Juli verschob. Als Octavian nach der Ermordung des Diktators Anfang Mai 44 v. Chr. in Rom einzog, sollen zwei Omina seinen künftigen Ruhm verkündet haben, zum einen das Auftreten eines Sonnenhalos und zum anderen der Einschlag eines Blitzes in das Grabmal Iulias.